# Fabrizio Maramaldo
Fabrizio Maramaldo (1494 - décembre 1552) est le condottiere qui assassina Francesco Ferrucci le 3 août 1530 à l'issue de la bataille de Gavinana.

## Biographie
Les origines de Fabrizio Maramaldo sont incertaines : il était natif du royaume de Naples, sans que l'on puisse exactement préciser le nom de sa ville natale.
Alessandro Luzio, s'appuyant sur certaines lettres du fonds de Gonzague de Mantoue, suggère que Maramaldo s'enfuit de Naples pour avoir assassiné sa femme et chercha protection auprès du marquis Frédéric Ier de Mantoue. Il combattit au service des Gonzague et de la république de Venise.
Mercenaire à la solde de Charles Quint, en 1527 il prit part au sac de Rome.
Toujours au service de l'empereur, il dirigeait les fantassins lors du siège de Florence puis à la bataille décisive de Gavinana (1530), combattit les Turcs en Hongrie et les Français dans le Piémont en particulier à Asti et Alessandria.
À Asti, en 1526, il se vit infliger une cuisante défaite : après avoir bombardé la ville une semaine durant, il lança ses hommes à travers une brèche mais les citoyens d'Asti, commandés par le capitaine Matteo Prandone, repoussèrent les assaillants hors des remparts après une résistance acharnée. Selon la tradition locale, le saint patron de la ville,  San Secondo, serait apparu dans le ciel appelant l'armée de Maramaldo à fuir. Les habitants, pour commémorer le siège dont ils avaient réchappé, érigèrent en 1592 une chapelle votive à l'emplacement précis de la brèche que l'artillerie de Maramaldo avait ouverte, et l'appelèrent San Secondo in Vittoria (démolie au début du XIXe siècle pour permettre l'extension urbaine).

## L'exécution de Francesco Ferrucci
L'action qui fit passer à la postérité le nom de Fabrizio Maramaldo est le meurtre du capitaine florentin Francesco Ferrucci. Maramaldo combattait avec les Médicis contre l'armée de la république de Florence. Cet homme de guerre, pour se venger des multiples défaites et des moqueries infligées par Ferrucci, profita de la défaite et de la capture de son adversaire à la bataille de Gavinana : il tua de ses mains un ennemi blessé, contre toutes les règles de la chevalerie.
La tradition rapporte qu'avant d'expirer, Francesco Ferrucci trouva la force de lui dire avec mépris la célèbre phrase : « Lâche, tu frappes un homme mort ». Dix jours plus tard, Florence se rendit aux Impériaux et dut accepter le retour au pouvoir des Médicis.

## Une réputation proverbiale
En italien, le nom commun maramaldo et l'adjectif maramaldesco (« maramaldesque ») désignent quelqu'un qui n'hésite pas à s'acharner sur plus faible que lui.

## Source de traduction
- (it) Cet article est partiellement ou en totalité issu de l’article de Wikipédia en italien intitulé « Fabrizio Maramaldo » (voir la liste des auteurs).